# Kościół św. Michała Archanioła w Kotulinie
Kościół św. Michała Archanioła w Kotulinie – kościół parafialny parafii Kotulin. Został wybudowany w latach 1904–1911 na miejscu starego kościoła, z którego zachowano tylko tylną część. Kościół konsekrował ks. biskup sufragan  Karol Augustin, 13 czerwca 1915.

## Galeria

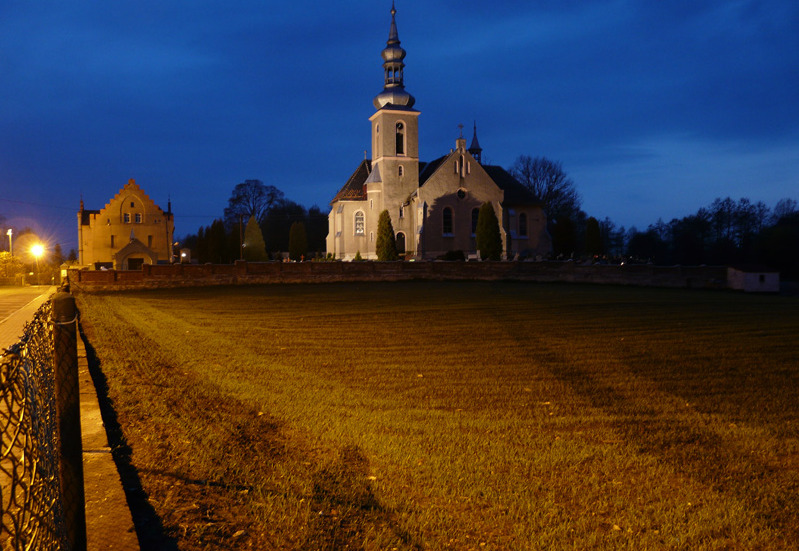
Kościół w Kotulinie nocą
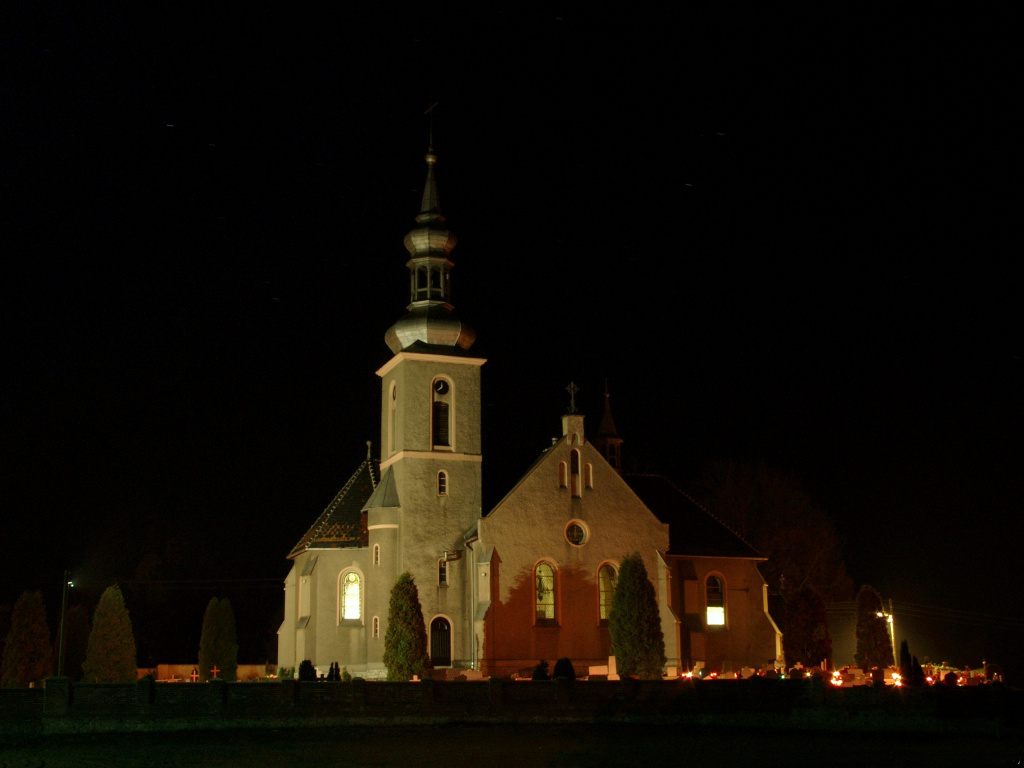
Kościół św. Michała Archanioła nocą
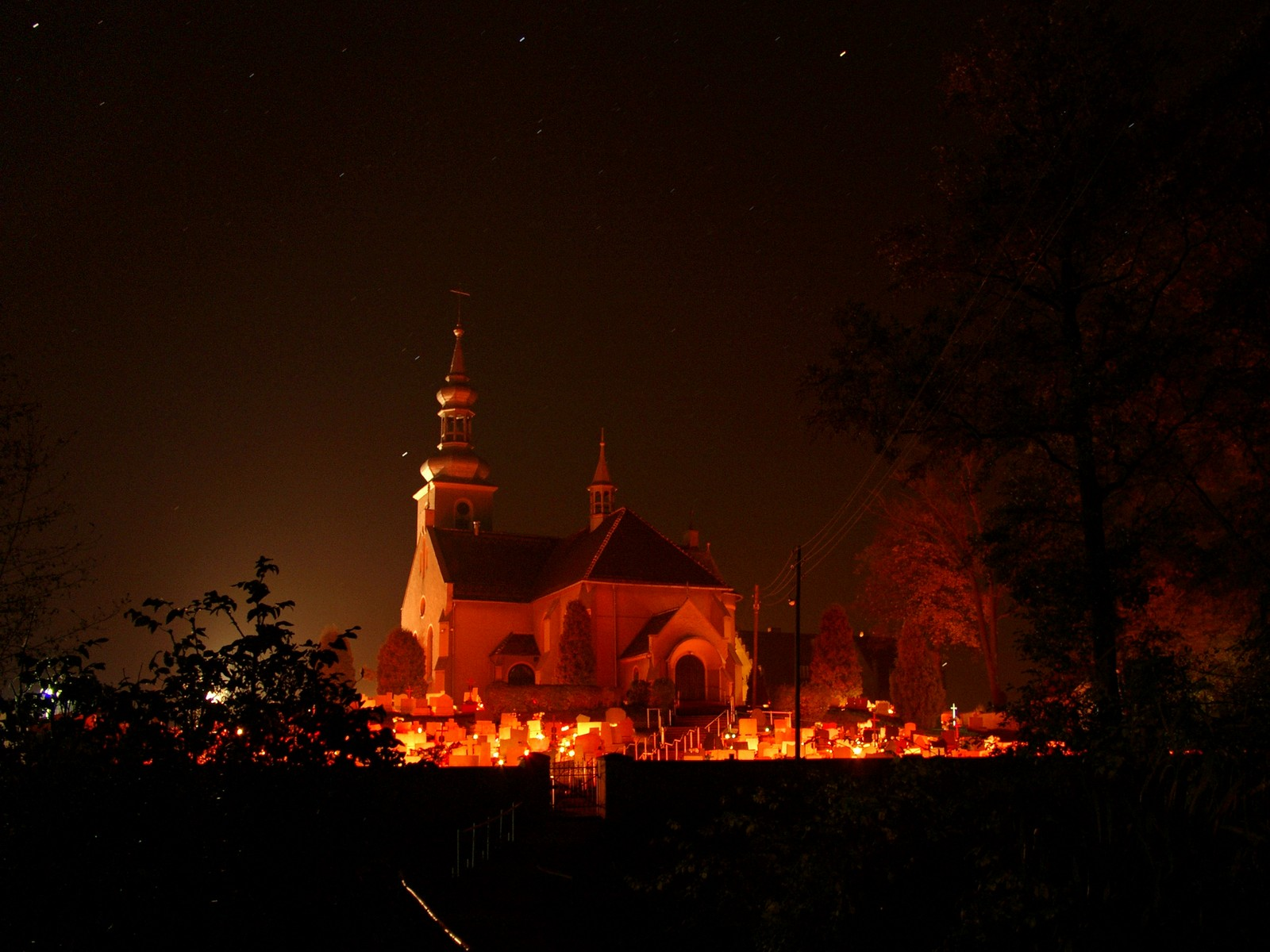
Kościół św. Michała Archanioła nocą
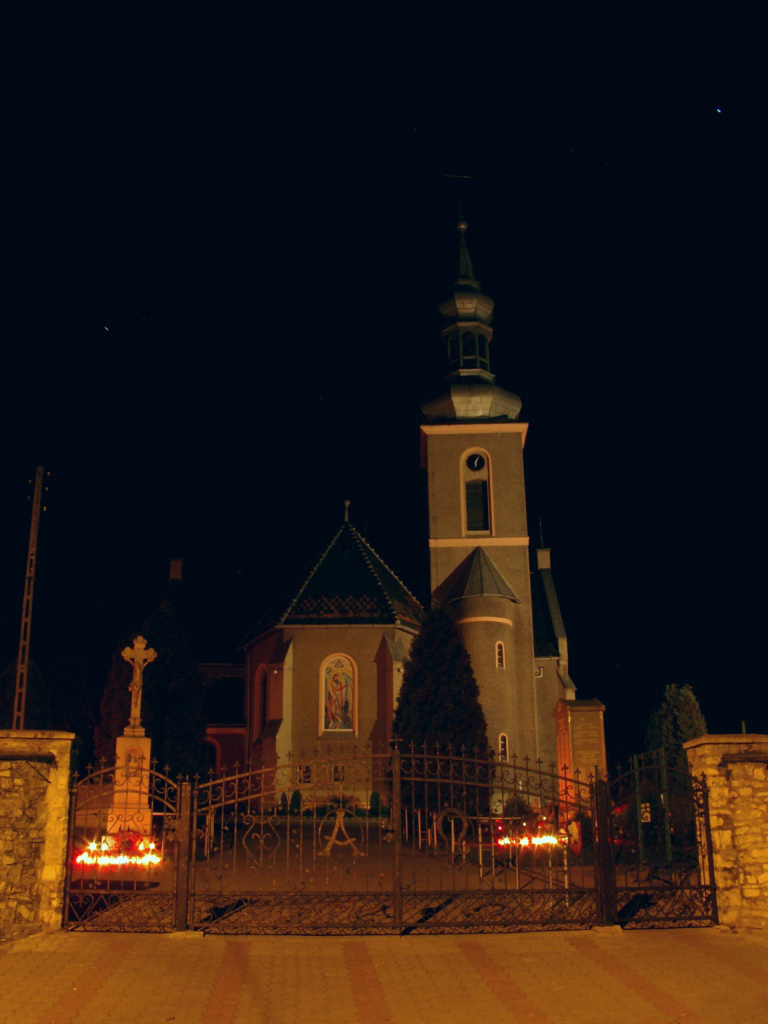
Kościół św. Michała Archanioła nocą
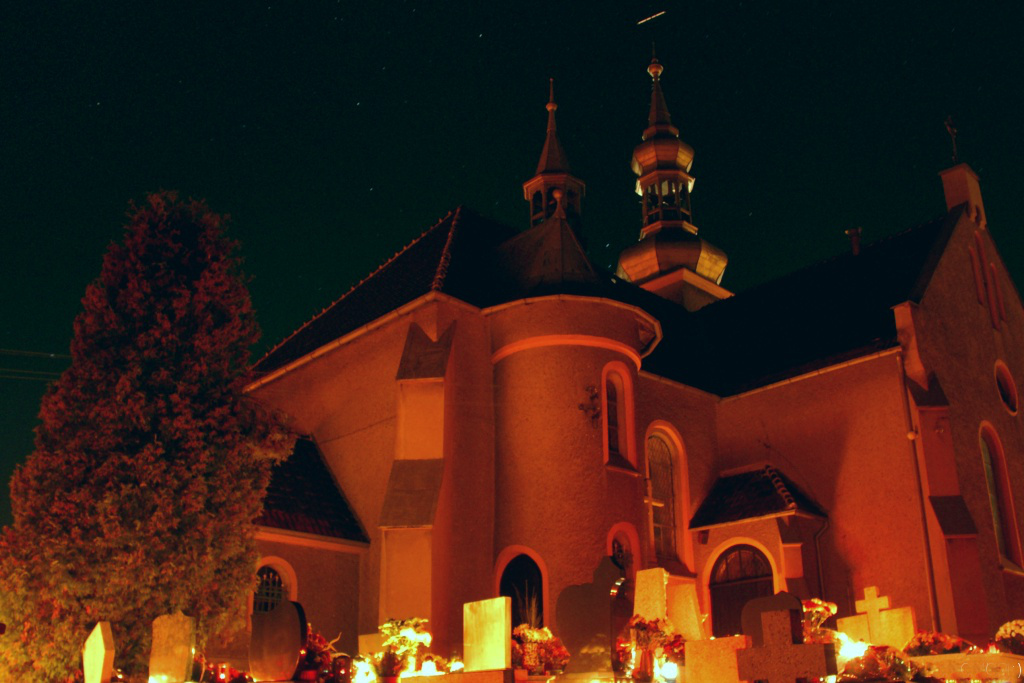
Kościół św. Michała Archanioła nocą
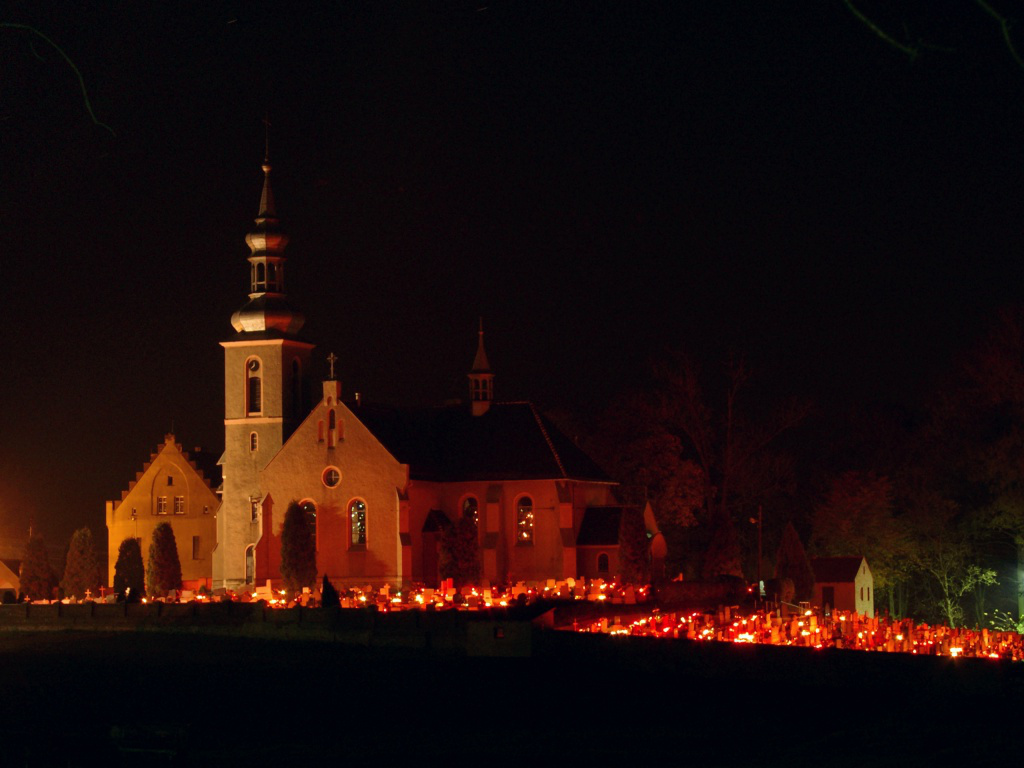
Kościół św. Michała Archanioła nocą
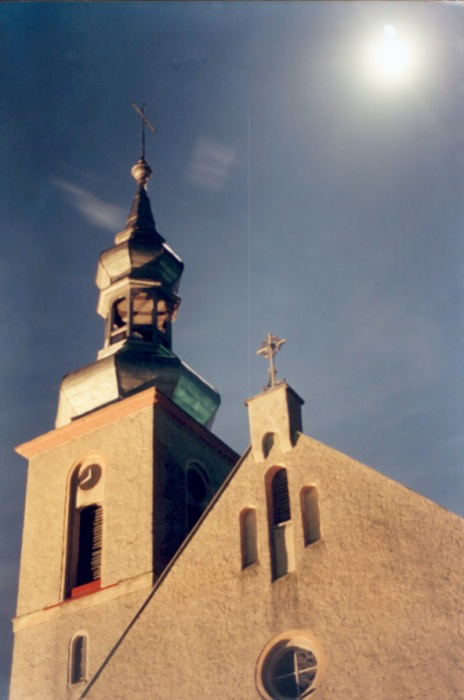
Wieża kościoła św. Michała Archanioła